# Monitor rzeczny

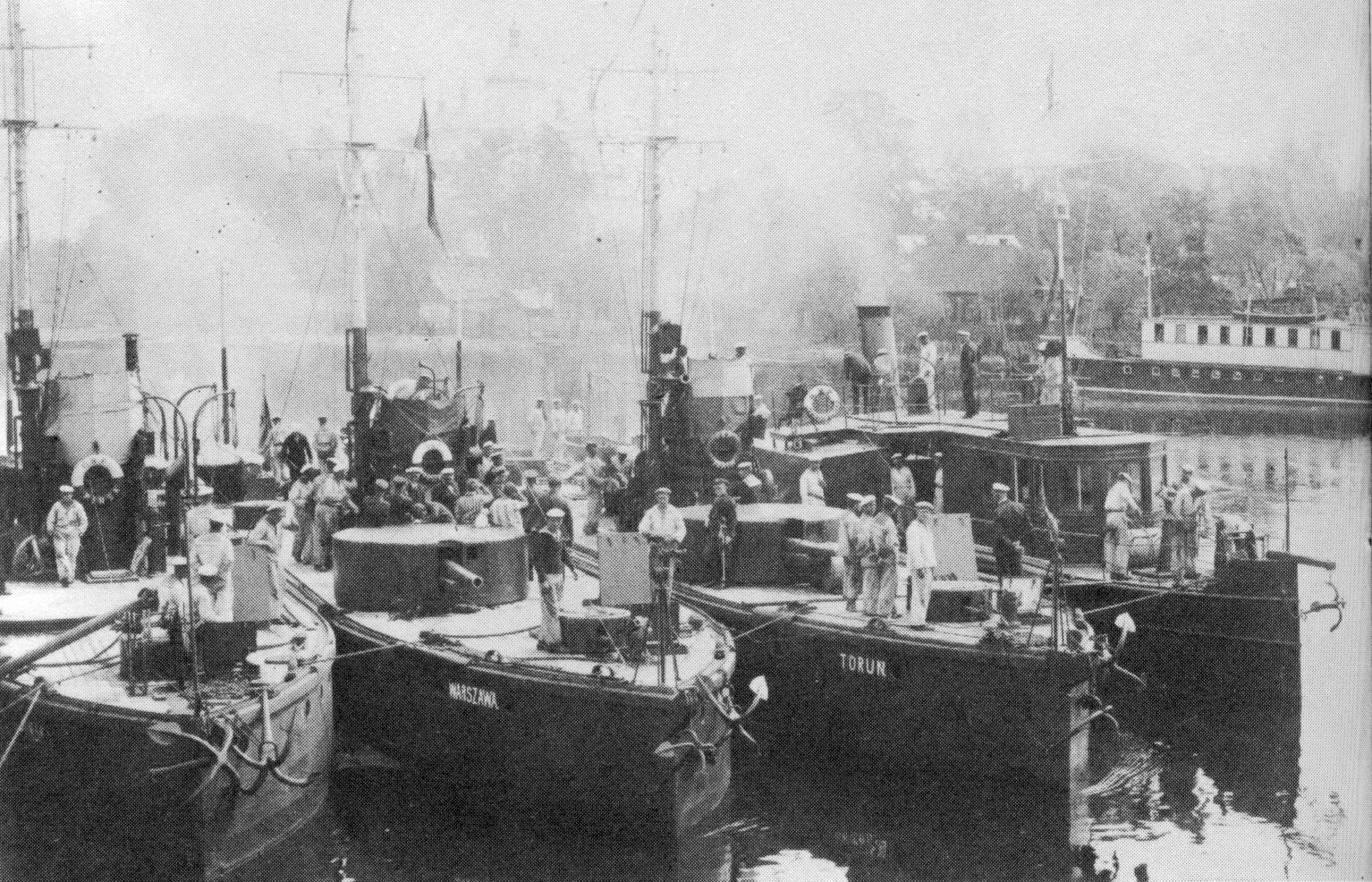
Polskie monitory „Toruń” i „Warszawa” Flotylli Pińskiej z okresu międzywojennego.

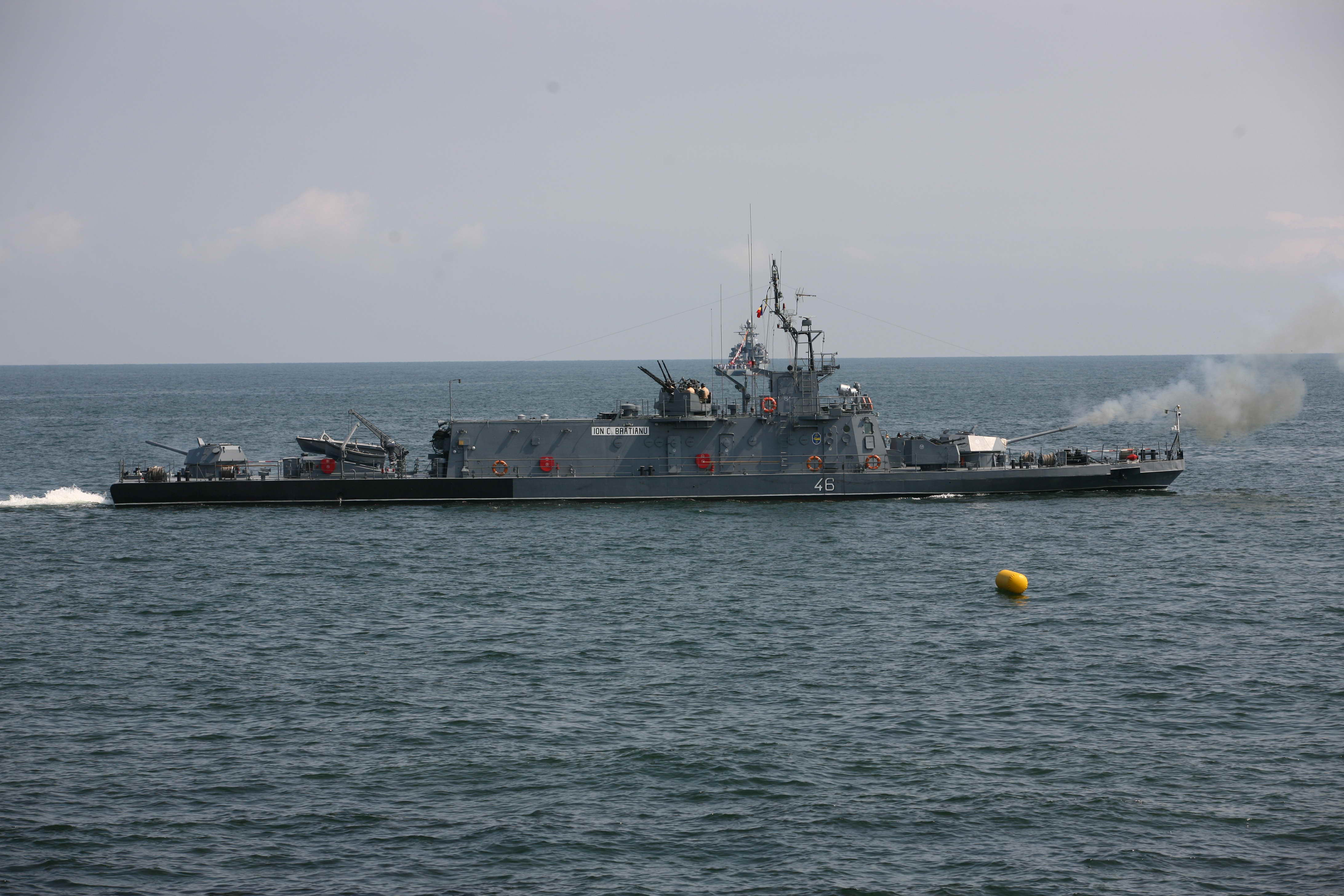
Współczesny rumuński monitor dunajski „Ion C. Brătianu”

Monitor rzeczny – klasa dużych opancerzonych okrętów artyleryjskich, przeznaczonych do służby na wodach śródlądowych – rzekach i jeziorach, w składzie flotylli rzecznych. Monitory rzeczne przeznaczone były do ostrzeliwania celów lądowych, wsparcia wojsk lądowych, wsparcia desantów, ochrony przepraw i do walki z okrętami rzecznymi przeciwnika. Uzbrojone były w działa i karabiny maszynowe. Wyporność i wielkość monitorów rzecznych znacznie wahała się w zależności od głębokości rzek, na których były używane – od 70–100 ton (polskie monitory używane na Prypeci) przez jednostki 300–500 tonowe (większość, np. monitory dunajskie), do monitorów o wyporności do 1000 ton, używanych na Amurze. Zanurzenie wahało się od 0,4 do 1,5 m. Monitory rzeczne przeważnie uzbrojone były w 2–4 działa kalibru od 75 do 120 mm, umieszczone w wieżach obrotowych. Silniejsze były radzieckie monitory amurskie, uzbrojone aż w 8 dział 120 mm lub 4 działa 130 mm. Oprócz tego, monitory miewały artylerię małokalibrową lub przeciwlotniczą oraz karabiny maszynowe. Monitory były przeważnie lekko opancerzone, rzadsze były jednostki ciężej opancerzone.
Klasa monitorów rzecznych powstała w USA podczas wojny secesyjnej, kiedy oznaczała okręty w typie „Monitora” (opancerzone, o niskim kadłubie i posiadające uzbrojenie w wieży) o wielkości umożliwiającej wykorzystanie na rzekach. Monitory rzeczne używane były przede wszystkim w czasie obu wojen światowych, głównie na Dunaju (Austria, Węgry, Rumunia, Jugosławia) oraz rzekach ZSRR i Chin. Jednostki tego typu były także do 1939 używane w Polsce w dorzeczu Prypeci (Flotylla Rzeczna Marynarki Wojennej) oraz przejściowo na Wiśle. Po II wojnie światowej klasa ta została zmarginalizowana. Monitory jednak używane były nadal przez ZSRR do patrolowania granicy z Chinami, oraz przez Rumunię na Dunaju, bez epizodów bojowych. W czasie wojny w Wietnamie siły zbrojne USA zaczęły używać nowo zbudowanych monitorów w delcie Mekongu (były to okręty mniejsze, wielkości kanonierki). Obecnie monitory rzeczne służą we Flotyllach rzecznych Dunaju i Amazonki – rumuńskie monitory typu Mihail Kogălniceanu oraz brazylijski monitor Parnaíba (U-17).

## Przykładowe charakterystyki
| Nazwa (typ)              | Państwo rok wejścia do służby | Wyporność     | Długość / szerokość / zanurzenie | Uzbrojenie (liczba × kaliber dział)                                       | Opancerzenie (maks.)                              | Uwagi                                                                                           |
| ------------------------ | ----------------------------- | ------------- | -------------------------------- | ------------------------------------------------------------------------- | ------------------------------------------------- | ----------------------------------------------------------------------------------------------- |
| USS „Ozark”              | USA 1864                      | 578 t         | 54,9 / 15,2 / 1,5 m              | 2 × 279 mm, 1 × 254 mm, 3 × 229 mm                                        | wieża 152 mm, burty 63 mm (żelazne)               | działał na dopływach Missisipi                                                                  |
| typ Milwaukee            | USA 1864                      | 1300 t        | 69,8 / 17 / 1,8 m                | 4 × 279 mm                                                                | wieże 203 mm, burty 76 mm (żelazne)               | 4 okręty; działały na dopływach Missisipi                                                       |
| SMS "Leitha"             | Austro-Węgry 1872             | 310 t konstr. | 50 / 8,1 / 1,1 m                 | 2 × 150 mm (początkowo)                                                   | wieża 50 mm, burty 44 mm                          | bliźniaczy „Maros”; działały na Dunaju (pierwsze austriackie monitory)                          |
| SMS "Temes"              | Austro-Węgry 1905             | 442 t konstr. | 56 / 9,6 / 1,2 m                 | 2 × 120 mm, 1 × 120 mm haubica, 2 × 37 mm, 1 km                           | wieża 75 mm, burty 40 mm                          | bliźniaczy „Bodrog”; działały na Dunaju (późn. rumuński „Ardeal”)                               |
| typ Bratianu             | Rumunia 1907                  | 680 / 750 t   | 63,5 / 10,3 / 1,8 m              | 3 × 120 mm, 2 × 120 mm haubica, 4 × 47 mm, 2 km (początkowo)              | wieże 75 mm, burty 70 mm                          | 4 okręty, austriackiej budowy; działały na Dunaju                                               |
| typ Sztorm               | Rosja / ZSRR 1910             | 963 /1000 t   | 70,9 / 12,8 / 1,4 m              | 2 × 152 mm, 4 × 120 mm, kmy (początkowe)                                  | wieże 76 mm, burty 76 mm                          | 8 okrętów; działały na Amurze                                                                   |
| typ Humber               | Wlk. Brytania 1914            | 1260 / 1520 t | 81,3 / 14,9 / 1,7 m              | 2 × 152 mm, 2 × 120 mm haubica, 4 × 47 mm, 6-7 km-ów                      | wieża 100 mm, burty 75 mm                         | 3 okręty, budowane pierwotnie dla Brazylii                                                      |
| SMS "Sava"               | Austro-Węgry 1915             | 600 t konstr. | 61 / 10,3 / 1,3 m                | 2 × 120 mm, 2 × 120 mm haubica, 2 × 70 mm plot, 2 × 47 mm, 6 km           | wieża 50 mm, burty 40 mm                          | bliźniaczy „Bosna”; działały na Dunaju (późn. rumuński „Bucovina”)                              |
| typ Warszawa („gdański”) | Polska 1920                   | 110 / 126 t   | 34,5 (m.p.) / 5,1 / 0,8 m        | 3 × 75 mm, 4 km (ostateczne)                                              | wieże i burty 8 mm                                | 4 okręty; działały na Prypeci                                                                   |
| typ Kraków               | Polska 1926                   | 70 / 90 t     | 35 / 6 / 0,4 m                   | 3 × 100 mm, 3 km                                                          | wieże i burty do 8 mm                             | 2 okręty; działały na Prypeci                                                                   |
| typ Żelezniakow          | ZSRR 1936                     | 230 /263 t    | 51,2 / 8,2 / 0,9 m               | 2 × 102 mm, 2 × 45 mm, 2 km                                               | wieża 30 mm, burty 16 mm                          | 6 okrętów; działały na Dnieprze i Dunaju                                                        |
| "Parnaiba"               | Brazylia 1938                 | 620 /720 t    | 55,02 / 10,1 / 1,6 m             | 1 × 152 mm, 2 × 87 mm, 2 × 47 mm, 4 × 20 mm                               | burty 76 mm                                       | Pozostaje w służbie (jak na 2014)                                                               |
| typ Chasan               | ZSRR 1942                     | 1704 /1900 t  | 88,03 / 11,1 / 2,94 m            | 6 × 130 mm, 4 × 76 mm plot, 6 × 45 mm plot, 10 wkm                        | burty 75 mm                                       | 3 okręty; działały na dolnym Amurze i w Cieśninie Tatarskiej – największe okręty rzeczne świata |
| Program 5 MON (Monitor)  | USA 1968                      | 76 t          | 18,4 / 5,3 / 1 m                 | 1 × 105 mm, 1 × 40 mm, 2 × 20 mm, 2 wkm, 2 km                             | przeciw broni ręcznej + ekrany przeciwkumulacyjne | działały w delcie Mekongu                                                                       |
| projekt 1208 (Slepień)   | ZSRR 1975                     | 390/440 t     | 55,2 / 9,12 / 1,44 m             | 2 × 100 mm, 2 × 30 mm plot AK-630, 4 wkm, 2 × 30 mm granatnik             | wieże 35 mm, burty 20 mm                          | 21 okrętów, działały na Amurze                                                                  |
| typ Brutar               | Rumunia 1986                  | 320 t pełna   | 45,7 / 8 / 1,5 m                 | 1 × 100 mm, 2 × 30 mm plot AK-630, 10 wkm, 40 wyrzutni rakietowych 122 mm |                                                   | działają na Dunaju                                                                              |

## Polskie monitory
- Flotylla Rzeczna Marynarki Wojennej
  - ORP „Horodyszcze”
  - ORP „Kraków”
  - ORP „Toruń” ex. ORP „Mozyrz”
  - ORP „Wilno”
  - ORP „Warszawa”
  - ORP „Pińsk”